# Charles Vane-Tempest-Stewart, 7. Marquess of Londonderry

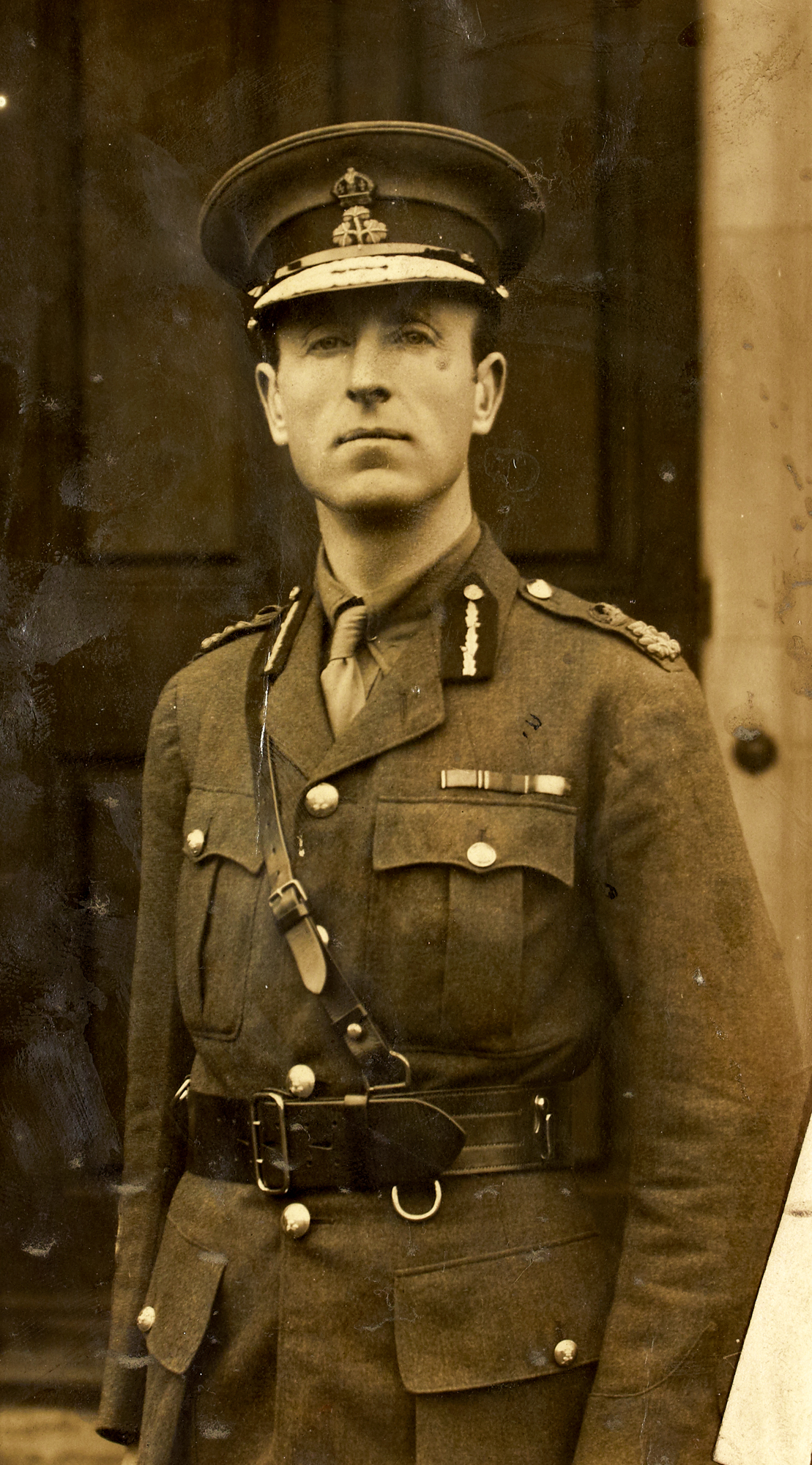
Charles Vane-Tempest-Stewart, 7. Marquess of Londonderry

Charles Stewart Henry Vane-Tempest-Stewart, 7. Marquess of Londonderry KG, MVO PC (* 13. Mai 1878; † 10. Februar 1949, Mount Stewart, County Down) war ein anglo-irischer und britischer Politiker, Großindustrieller und Großgrundbesitzer.

## Herkunft und Ausbildung
Stewart war der erste Sohn von Charles Vane-Tempest-Stewart, 6. Marquess of Londonderry und Lady Theresa Susey Helen Chetwynd-Talbot, der Tochter von Charles John Chetwynd-Talbot, 19. Earl of Shrewsbury. Zunächst trug er den Höflichkeitstitel eines Viscount Castlereagh. Er erhielt seine Ausbildung in Eton und am Royal Military College Sandhurst.
Er war Großindustrieller und Großgrundbesitzer und besaß ein riesiges Kohlerevier in Nordostengland, das eine Quelle immensen Reichtums darstellte. Er gehörte von seiner Klassenzugehörigkeit, Herkunft, gesellschaftlicher Stellung und politischen Ansichten her sein Leben lang zu den antisozialistischen Hardlinern. Beim Generalstreik der britischen Bergarbeiter 1926 warf er den Demonstrierenden vor, sie hätten revolutionäre Neigungen und seien Verbündete Moskaus.

## Politische Laufbahn
Stewart wurde 1906 für den Wahlkreis Maidstone in das House of Commons gewählt. Im Ersten Weltkrieg kehrte er in die britischen Streitkräfte zurück, um an dem Aushub von Truppen in Irland mitzuwirken. Mit dem Tode seines Vaters 1915 erbte Stewart dessen Adelstitel eines Marquess of Londonderry und dessen ungeheuren Reichtum, insbesondere als Minenbesitzer im County Durham. In der Folge wandte er sich mehr und mehr der gesamtbritischen Politik zu.
Vane-Tempest-Stewart nahm 1917–18 an dem irischen Verfassungskonvent (Irish Convention) teil und gehörte dann im Herbst 1918 dem nur kurze Zeit bestehenden Beratungsgremium (Advisory Council) des Lord Lieutenant of Ireland an. Danach war er als Teil der Koalitionsregierung Lloyd George Mitglied des Air Council. Die Beförderung zum (Unter-)Staatssekretär für Luftfahrt (Under-Secretary of State for Air) 1920 befriedigte ihn nicht und er nutzte seine Beziehungen in Nordirland im Juni 1921, um dort als Mehrheitsführer im Senat und Erziehungsminister in die erste Regionalregierung einzusteigen. Der auf die Säkularisierung des Schulwesens gerichtete Entwurf eines nordirischen Erziehungsgesetzes von 1923 scheiterte.
1926 trat Vane-Tempest-Stewart als Mitglied des Parliament of Northern Ireland zurück und nahm in der Rolle eines gemäßigten Minenbesitzers an den Auseinandersetzungen um den Generalstreik von 1926 teil. 1928 wurde er von Premierminister Stanley Baldwin mit dem Kabinettsposten eines First Commissioner of Works belohnt. 1931 wurde er in die Koalitionsregierung National Government unter Premierminister Ramsay MacDonald und Lord President Baldwin aufgenommen. Dies war Anlass eines Skandals, da viele Kritiker MacDonald vorwarfen, zu sehr mit Vane-Tempest-Stewarts Ehefrau befreundet zu sein.
Nach dem Wahlsieg 1931 gelangte er als Luftfahrtminister (Secretary of State for Air) ins Kabinett zurück. Diese Position gewann an Bedeutung mit den Beratungen des Völkerbundes bei der Genfer Abrüstungskonferenz. Der Marquess vertrat nach außen die Abrüstungspolitik der britischen Regierung, opponierte im Kabinett aber gegen alle Maßnahmen, die den abschreckenden Wert der Royal Air Force gefährden würden. Aus diesem Grund wurde er von Clement Attlee und der Labour Party angegriffen und war eine Bürde für die Koalitionsregierung. Im Frühling schied er aus dem Luftfahrtministerium aus, behielt aber als Lordsiegelbewahrer (Lord Privy Seal) und Mehrheitsführer im House of Lords seinen Kabinettsrang.
Stewart galt als führender Apologet Hitlers in Großbritannien. Seine Gegner bezeichneten ihn als geborenen Nazisympathisanten, einen „Naziengländer“. Er zementierte diesem Ruf mit dem 1938 erschienenen Buch Ourselves and Germany, das er mit Widmung an Hitler, Göring, Ribbentrop und Papen sandte.
Um seinen Ruf als Kriegstreiber auszuräumen, versuchte sich Vane-Tempest-Stewart in diplomatischen Kontakten. Er ließ sich auf Besuche führender Mitglieder der deutschen Regierung und insbesondere einen vieldiskutierten Besuch von Joachim von Ribbentrop, damals deutscher Botschafter in London und später deutscher Außenminister, im Frühling 1936 auf seinem Familiensitz Mount Stewart ein, und unterrichtete danach jeweils die britische Regierung. 
Nach dem Rücktritt von Neville Chamberlain gelang es Vane-Tempest-Stewart nicht, von seinem Cousin, dem neuen Premierminister Winston Churchill, der gering über seine Fähigkeiten dachte, irgendwelche Zugeständnisse zu erlangen.
Aus dem Amt geschieden, veröffentlichte er 1943 unter dem Titel Wings of Destiny seine Memoiren.
Charles Vane-Tempest-Stewart war bis zu seinem Tode als Kanzler der University of Durham und der Queen’s University of Belfast tätig.

## Familie
Charles Vane-Tempest-Stewart war seit 1899 mit Hon. Edith Helen Chaplin verheiratet, der ältesten Tochter von Henry Chaplin, 1. Viscount Chaplin und Lady Florence Sutherland-Leveson-Gower, einer Tochter von George Sutherland-Leveson-Gower, 3. Duke of Sutherland. Das Ehepaar hatte einen Sohn und vier Töchter. Der Marquess hatte außerdem eine Tochter aus einer Beziehung mit der Schauspielerin Fannie Ward.
Seine Titel gingen bei seinem Tode auf seinen Sohn Edward Charles Stewart Robert „Robin“ über.

## Trivia
Ian Kershaw berichtet, dass der Ausgangspunkt seines Werkes über Londonderry war, als er 1991 bei einer Führung durch Mount Stewart, dem vornehmen Herrenhaus der Familie Londonderry, eine Porzellanfigur eines SS-Mannes mit NS-Fahne der Firma Porzellanmanufaktur Allach entdeckte.